# День специалиста юридической службы
«День специалиста юридической службы» — профессиональный праздник юристов (военнослужащих и гражданского персонала) в Вооружённых Силах Российской Федерации, который отмечается в России ежегодно, 29 марта.

## История и празднование
Празднование 29 марта Дня специалиста юридической службы в вооружённых силах Российской Федерации в качестве профессионального признака было закреплено 31 мая 2006 года указом президента России Владимира Владимировича Путина № 549 «Об установлении профессиональных праздников и памятных дней в Вооруженных Силах Российской Федерации». Праздник был учреждён наряду с другими «в целях возрождения и развития отечественных воинских традиций, повышения престижа военной службы и в знак признания заслуг военных специалистов в решении задач обеспечения обороны и безопасности государства».
Этот праздник впервые отмечался в российской армии в 2007 году.
Уже традиционно, в «День специалиста юридической службы вооружённых сил Российской Федерации», руководство страны и высшие чины Минобороны России поздравляют своих подчинённых с этим профессиональным праздником, а наиболее отличившиеся сотрудники награждаются государственными наградами, внеочередными воинскими званиями, памятными подарками, правительственными грамотами и благодарностями командования. Однако, глобального распространения праздник пока не получил и в ряде мест практически не отмечается.
«День юриста в ВС России» не является нерабочим днём.